# Jalta (Talmud)
Jalta (hebräisch ילתא Jalta; * 3. Jahrhundert n. Chr. in Babylon) war eine jüdische Gelehrte, die im Babylonischen Talmud erwähnt wird. Sie war die Ehefrau des Amoräers Rab Nachman.

## Herkunft
Jalta stammte aus einer einflussreichen Familie. Ihr Name bedeutet Wahrheit. Sie wird Traktat Gittin (67b) und Traktat Chullin (124a) als Tochter des jüdischen Exilarchen in Babylon beschrieben, was ihr einen hohen sozialen Status verlieh. Dieser Hintergrund trug zu ihrem selbstbewussten Auftreten und ihrer Bildung bei.

## Rolle im Talmud
Jalta ist eine der am häufigsten erwähnten Frauen im Talmud, nach der Tochter von Rab Chisda. Sie wird als gebildet und in jüdischen Ritualen und Gesetzen bewandert dargestellt. Mehrere Überlieferungen im Talmud zeugen von ihrer starken Persönlichkeit und ihrem Einfluss:
- Traktat Berakhot 51b berichtet, wie Jalta aus Protest 400 Weinkrüge zerschlug, nachdem ein Gast sie beleidigt hatte.[2]
- Traktat Kiddushin 70b zeigt, dass sie ihrem Mann in schwierigen Situationen Ratschläge erteilte.[2]
- Traktat Chullin 109b erwähnt ihre Kenntnis der Kaschrut.[4]
- Traktat Gittin 67b deutet auf ihr medizinisches Wissen hin.[1]

## Bedeutung für den jüdischen Feminismus
Jalta wird oft als Vorreiterin für die Gleichberechtigung von Frauen im Judentum gesehen. Ihr selbstbewusstes Auftreten und ihre Forderung nach Teilhabe an religiösen Ritualen haben sie zu einer wichtigen Figur für den jüdischen Feminismus gemacht.